# Maringues
Maringues település Franciaországban, Puy-de-Dôme megyében. Lakosainak száma 3140 fő (2022. január 1.). Maringues Crevant-Laveine, Joze, Luzillat, Saint-André-le-Coq, Saint-Ignat és Saint-Laure községekkel határos.

## Népesség
A település népességének változása:
| Lakosok száma | 2891 | 3088 | 3181 | 3154 | 3138 | 3125 | 3112 | 3127 | 3140 |
|               | 2013 | 2015 | 2016 | 2017 | 2018 | 2019 | 2020 | 2021 | 2022 |